# Zychaea mexicana
Zychaea mexicana är en svampart som beskrevs av Benny & R.K. Benj. 1975. Zychaea mexicana ingår i släktet Zychaea och familjen Syncephalastraceae.   Inga underarter finns listade i Catalogue of Life.